# Аліса Якобі
Аліса Якобі (ест. Alisa Jakobi; нар. 1981 році, Таллінн, Естонська РСР, СРСР) —  естонська художниця, графічна дизайнерка, організаторка виставок.

## Біографія
Аліса у 2000 році вступила до Естонської художньої академію на спеціальність Графічний дизайн. Закінчила навчання в 2005 році.
Протягом 2001—2006 роках жила та працювала в Америці, спочатку в Північній Кароліні, потім переїхала до Нью-Йорку. У 2003 році брала участь у виставці, що проводилася у виставковому залі Broadway Gallery в Нью-Йорку. Працювала асистентом у фотографа Ілая Хоновича. З 2005 р. працювала в Rockaway Graphics в Нью Йорку.
У 2006 році повернулася до Естонії. Працювала в рекламних агентствах оформлювачем. У 2011 році починає власну практику у сфері графічного дизайну та відкриває творчу студію [Арт Якобі].
У 2010—2014 роках займається викладанням дизайну і малювання. У 2012 році брала участь у виставці «STRIKE — Страйк», що проходила в Талліннському парламенті Рійгікогу з метою підтримати всіх вчителів в Естонії. З 2013—2014 р. працює зі скульптором Олександром Литвиновим. Бере участь у розробленні проектів, виступає промоутером скульптора, організовує і контролює виставки, зв'язки з громадськістю.

## Освіта
- 2001—2005 рр. — Естонська Академія Мистецтв, «Графічний дизайн»
- 2005—2006 рр. — SVA (School of Visual Arts, NYC, NY, USA), Art Management
- 2007—2010  рр. — Талліннський університет, «Мистецька педагогіка»

## Виставки
- 2002 — «Колір і Світло», персональна виставка. Талліннська єврейська громада, Естонія
- 2002 — «Мадонна ХХІ століття», групова виставка в Яама галерея, Таллінн
- 2003 — Галерея Бродвей, групова виставка, 3 роботи. Нью Йорк, США
- 2005 — Виставка плакатів", групова виставка в галереї Естонської академії Мистецтв
- 2008 — Kunst@tlu, групова виставка в галереї Драакони, Таллінн[3]
- 2008 — «AHNE 08», групова виставка, Гельсінкі, Фінляндія. Представляла відео «Час Танцювати»[4]
- 2008 — Art Kitchen happening, в рамках фестивалю Фантаст, проходив на о. Муху, Сааремі, Естонія
- 2010 — AHNE 10, групова виставка, Гельсінкі, Фінляндія. Виставлялася з роботою «Відродження життя»
- 2012 — «СТРАЙК — STRIKE», групова виставка в Рійгікогу[5]
- 2012 — «ЇЖА», групова виставка естонських художників, у Виру міській галереї, Естонія
- 2013 — «Пленер», групова виставка, Тамсе Художня база, о. Муху, Сааремаа, Естонія
- 2013 — «Художні вітри в Таллінні», групова виставка, парк Таммсааре, Таллінн
- 2014 — BECC (естоно-британська комерційна палата), участь у благодійному Шотландському аукціоні[6], Таллінн
- 2014 — «Час[7] Танцювати»[8], Аэдвилья Тянава Галерея[9], Таллінн[10]
- 2014 — «Емоційні пейзажі»[11], Аэдвилья Тянава Галерея[12], Таллінн
- 2014 — «Емоційні пейзажі vol2»[13], галерея Талліннського[14] аеропорту імені Леннарта Мері, Таллінн

## Театр
У 1995 році потрапляє в експериментальну театральну студію «Бродячий собака», засновану Світланою Красман та Борисом Трошкіним. На той момент режисер в студії Олег Щигорець.
Спочатку грає епізодичні ролі, так у 1999 році грає Жизель Монтень у п'єсі Жана Морсана «Публіці дивитися забороняється». Роль дуже добре підійшла, і образ простежується в деяких інших постановках.
Потім грає ролі — Мати в «Дядя Ваня» Антона Чехова та ін. В студії Бродячої собаки також грали такі актори як Олександр Гуменюк, Анніка Яцкіна, В'ячеслав Лейдан, Юлія Коновалова, Олег Салмаш, Євген Бондар, Ольга Максименко. Аліса Дунець, Юлія Коновалова, В'ячеслав Лейдан, Олег Пидорич, Олег Щигорец, Яна Есипович та ін.

## Фільмографія

### Кіно
- 2007 — «Киннунен», дебютний фільм, режисер Андрі Лууп[16]
- 2008 — «Груднева спека»[17], продюсер А. Тальвик — Надія
- 2009 — «Червона ртуть», режисер Андрес Пуустусмаа — сестра Тайрі
- 2009 — «Російський розмір», короткометражний фільм, режисер Андрій Бонд — Катерина I
- 2012 — серіал «Очевидець», ЕТВ, напівдокументальний фільм — епізодична роль

### Серіали
- «Секрети»[et] — Ірис, Белла
- Бригада 3 — Наталія
- Щастя 13[18] — Секретар